# Communauté de communes Loire Aubance
La communauté de communes Loire-Aubance est une ancienne communauté de communes française située dans le département de Maine-et-Loire et la région Pays de la Loire.
Elle se situe au nord-ouest de la région du Saumurois et fait partie du syndicat mixte pôle métropolitain Loire Angers.

## Composition
La communauté de communes de Loire Aubance regroupe 14 communes :
| Nom                             | Code Insee | Gentilé         | Superficie (km2) | Population (dernière pop. légale) | Densité (hab./km2) |
| ------------------------------- | ---------- | --------------- | ---------------- | --------------------------------- | ------------------ |
| Juigné-sur-Loire (siège)        | 49167      | Juignéen        | 12,49            | 2 653 (2014)                      | 212                |
| Les Alleuds                     | 49001      | Alleusiens      | 10,47            | 878 (2014)                        | 84                 |
| Blaison-Gohier                  | 49029      | Blaisonnais     | 21,45            | 1 045 (2013)                      | 49                 |
| Brissac-Quincé                  | 49050      | Brissacois      | 9,76             | 3 053 (2014)                      | 313                |
| Charcé-Saint-Ellier-sur-Aubance | 49078      | Charcéens       | 16,84            | 770 (2014)                        | 46                 |
| Luigné                          | 49186      | Luignéens       | 9,58             | 265 (2014)                        | 28                 |
| Saint-Jean-de-la-Croix          | 49288      | Jeanicrussiens  | 1,83             | 235 (2014)                        | 128                |
| Saint-Jean-des-Mauvrets         | 49290      | Malvretois      | 12,76            | 1 770 (2014)                      | 139                |
| Saint-Melaine-sur-Aubance       | 49308      | Melainois       | 5,11             | 2 022 (2014)                      | 396                |
| Saint-Rémy-la-Varenne           | 49317      | Saint Rémois    | 15,67            | 975 (2014)                        | 62                 |
| Saint-Saturnin-sur-Loire        | 49318      | Saourniens      | 11,94            | 1 384 (2014)                      | 116                |
| Saint-Sulpice                   | 49322      | Saint Sulpicien | 2,90             | 189 (2013)                        | 65                 |
| Saulgé-l'Hôpital                | 49327      | Saulgéen        | 6,60             | 602 (2014)                        | 91                 |
| Vauchrétien                     | 49363      | Valchristinois  | 19,73            | 1 496 (2014)                      | 76                 |

## Géographie
La communauté de communes Loire Aubance se situe au sud-Est de l'agglomération d'Angers, au nord-ouest du Saumurois.
Sa superficie est de plus de 157 km2 (15 713 hectares), et son altitude varie de 12 mètres (Saint-Jean-de-la-Croix) à 92 mètres (Vauchrétien).

## Historique
La communauté de communes Loire Aubance est issue, en janvier 2005, de la fusion des communautés de communes de Brissac et de celle du secteur des Ponts-de-Cé, et de la dissolution de la communauté de communes Sud-Loire.
La communauté de communes de Brissac a fusionné le 1er janvier 2005 avec la CC Loire Aubance. À la suite de la disparition par fusion au 1er janvier 2005 de la communauté de communes du secteur des Pont-de-Cé, la commune des Ponts-de-Cé a intégré la CA Angers Loire Métropole, les communes de La Bohalle et de La Daguenière ont intégré la CC Vallée Loire Authion, et le reste des communes ont intégré la nouvelle CC Loire Aubance.
En 2010, elle révise ses statuts et complète ses compétences,.
Dans le cadre de la loi de réforme des collectivités territoriales du 16 décembre 2010, fin 2011 est engagée une procédure pour intégrer la commune de Saint-Jean-de-la-Croix à la communauté d'agglomération d'Angers Loire Métropole, précédemment membre de la communauté de communes Loire-Aubance,. Malgré un avis défavorable des différents conseils municipaux, la préfecture arrête en mai 2013 le rattachement à compter du 1er janvier 2014 pour mettre fin à la discontinuité géographique,. Début décembre, le juge des référés du tribunal administratif de Nantes prononce la suspension de l'arrêté.
Le 1er janvier 2016, les communes de Blaison-Gohier et Saint-Sulpice fusionnent pour constituer la commune nouvelle de Blaison-Saint-Sulpice.
Le schéma départemental de coopération intercommunale de Maine-et-Loire, approuvé le 22 janvier 2016 par la commission départementale de coopération intercommunale, a approuvé la fusion de la communauté de communes Loire Aubance avec la communauté de communes des Coteaux du Layon et la communauté de communes Loire-Layon. Celle-ci a finalement eu lieu le 1er janvier 2017, la nouvelle structure portant le nom de communauté de communes Loire Layon Aubance.

## Administration

### Anciennes communautés de communes

#### CC de Brissac
La communauté de communes de Brissac a fusionné le 1er janvier 2005 avec la CC Loire Aubance.
| Période                                  | Période | Identité        | Étiquette | Qualité                             |
| ---------------------------------------- | ------- | --------------- | --------- | ----------------------------------- |
|                                          | 2001    | Joel Boumard    | UDF       | Maire de Brissac-Quincé (1981-2001) |
| 2001                                     | 2005    | Philippe Cauwel | SE        | Maire de Brissac-Quincé (2001-2008) |
| Les données manquantes sont à compléter. |         |                 |           |                                     |

#### CC des Ponts-de-Cé
La communauté de communes du secteur des Ponts-de-Cé a fusionné le 1er janvier 2005 avec la CC Loire Aubance, la CC Vallée Loire Authion et a CA Angers Loire Métropole.
| Période                                  | Période | Identité       | Étiquette | Qualité                   |
| ---------------------------------------- | ------- | -------------- | --------- | ------------------------- |
| 2001                                     | 2005    | Robert Gautier | SE        | Maire de Juigné-sur-Loire |
| Les données manquantes sont à compléter. |         |                |           |                           |

### Actuelle CC Loire Aubance (depuis 2005)
| Période                                  | Période  | Identité            | Étiquette | Qualité                   |
| ---------------------------------------- | -------- | ------------------- | --------- | ------------------------- |
| 2005                                     | 2014     | Robert Gautier      | SE        | Maire de Juigné-sur-Loire |
| 2014                                     | En cours | Sylvie Guineberteau | SE        | Maire de Brissac-Quincé   |
| Les données manquantes sont à compléter. |          |                     |           |                           |

## Population

### Démographie
| 2005 | 2006   | 2009   | 2012   | 2013   | 2015 |
| ---- | ------ | ------ | ------ | ------ | ---- |
| -    | 16 311 | 17 008 | 17 165 | 17 293 | -    |

### Logement
On comptait en 2009, sur le territoire de la communauté de communes, 7 033 logements, pour un total sur le département de 360 144. 91 % étaient des résidences principales, et 79 % des ménages en étaient propriétaires.

### Revenus
En 2010, le revenu fiscal médian par ménage sur la communauté de communes était de 20 291 €, pour une moyenne sur le département de 17 632 €.

## Économie
Sur 1 251 établissements présents sur l'intercommunalité à fin 2010, 17 % relevaient du secteur de l'agriculture (pour 17 % sur l'ensemble du département), 6 % relevaient du secteur de l'industrie, 13 % du secteur de la construction, 50 % du secteur du commerce et des services (pour 53 % sur le département) et 15 % de celui de l'administration et de la santé.